# Кузьминское шоссе

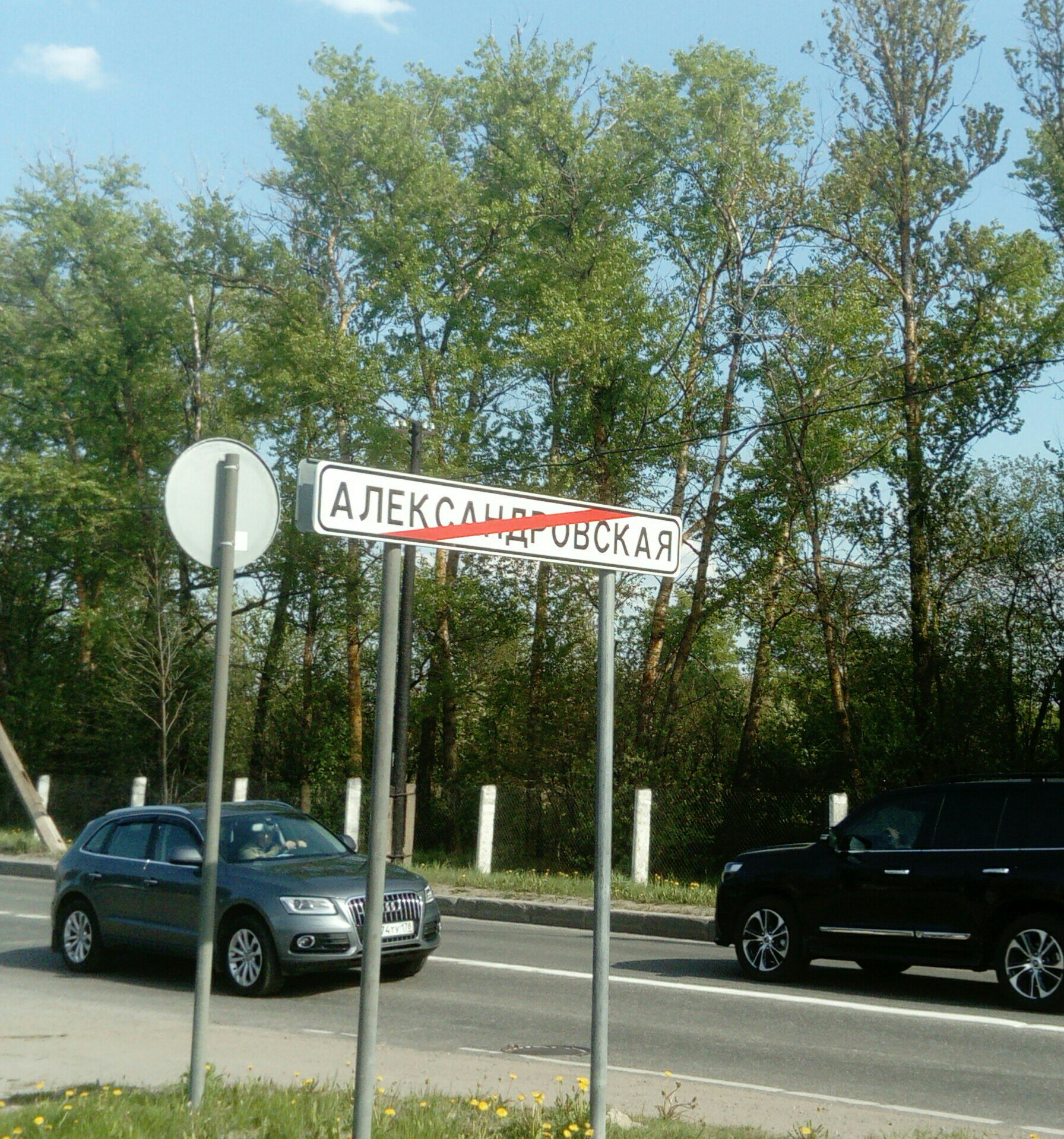
Табличка на выезде из Александровской на Кузьминском шоссе

Кузьминское шоссе́ — шоссе в городе Пушкине и посёлке Александровская (Пушкинский район Санкт-Петербурга). Проходит от Волхонского шоссе до Петербургского шоссе. На запад продолжается Соболевской дорогой, на восток — Ленинградской улицей.
Название Кузьминское шоссе появилось в 1930-х годах. Оно было связано с тем, что шоссе вело из Александровской в деревню Большое Кузьмино (Пушкин) (сейчас часть Пушкина; существовала на месте Буферного парка на берегах Кузьминки). Сама дорога между Александровкой и Большим Кузьмином существовала в середине XIX века.
В 2008—2009 годах (с 5 декабря по 30 апреля) безымянный мост через реку Кузьминку, по которому проходит Кузьминское шоссе, прошел капитальный ремонт. В ходе работ его разобрали и построили заново.
Нумерация по Кузьминскому шоссе (дома № 1 и 2) начинается от реки Кузьминки. Возле перекрестка с Академическим проспектом некоторые дома имеют адрес в виде: Пушкин, Павильон Урицкого, дом №… В территориальной зоне Павильон Урицкого находится промышленная зона завода «Каплист» (Кузьминское шоссе, 66). Сейчас два корпуса этого завода перестраиваются под гостиницу.

## Перекрестки
- Волхонское шоссе / Соболевская дорога
- Ленинградское шоссе
- Пушкинский переулок
- Пограничная улица
- Академический проспект
- Петербургское шоссе / Ленинградская улица